# Paul Lukas
Paul Lukas, född Pál Lukács den 26 maj 1895 i Budapest, död den 15 augusti 1971 i Tanger, ungersk skådespelare som vann en Oscar 1943 för En dag skall komma.

## Filmografi
- 1928 – Spaniens ros
- 1928 – En fallen ängel
- 1929 – De vita artisterna
- 1930 – Stridsflygarna
- 1930 – Benson-mysteriet
- 1930 – Kring en kvinna
- 1930 – The Devil's Holiday
- 1930 – Hjärtan bakom mask
- 1930 – Grumpy
- 1931 – City Streets
- 1931 – Working Girls
- 1931 – Kvinnofällan
- 1931 – Otrogen
- 1931 – När oskulden sover...
- 1932 – Rockabye
- 1933 – Unga kvinnor
- 1933 – Kyssen framför spegeln
- 1933 – Resan till Monte Carlo
- 1933 – Captured!
- 1933 – Blå rummets hemlighet
- 1934 – The Fountain
- 1935 – Efterlyst
- 1935 – The Three Musketeers
- 1936 – Varför byta männen hustru?
- 1936 – Förälskade kvinnor
- 1937 – Hämndens ängel
- 1938 – En dam försvinner
- 1939 – Confessions of a Nazi Spy
- 1940 – Ingen rädder för spöken...
- 1940 – Flykt
- 1941 – The Monster and the Girl
- 1941 – They Dare Not Love
- 1943 – En dag skall komma
- 1944 – Han föll med ära
- 1944 – Vådligt experiment
- 1946 – Bella Donna
- 1946 – Den långa natten
- 1947 – Whispering city
- 1948 – Berlin Express
- 1950 – Kim
- 1954 – En världsomsegling under havet
- 1958 – Himlens rötter
- 1962 – De fyra ryttarna
- 1962 – Ljuv är natten
- 1963 – Kul i Acapulco
- 1963 – 55 dagar i Peking
- 1965 – Lord Jim